# Satyriasis and Nymphomania
Satyriasis and Nymphomania è il primo album in studio del gruppo musicale Paracoccidioidomicosisproctitissarcomucosis, pubblicato il 2002 dalla American Line Productions. 

## Tracce
1. Toward the Apocalipsex (Intro) – 2:03
2. Uroporfironogenodescarboxilándome y pustulándome con tu anorgasmita exaclorobencenosisticarial sexo traumatizante – 5:35
3. Grotesque Mucopurulence (Disgorge's Sensation) – 2:44
4. Slowly Rot with Esclerosis Under of Endocrinology – 1:31
5. Proliferación de la lujuria por padecimiento ginecologianal – 5:15
6. Succionando y excitando carcinomas femeninas (Falta de higiene genital) – 3:08
7. Necroexpulsión cangrenosa por síndrome de inmunodeficiencia adquirida – 5:00
8. Putridexpulsion Diphyllobothrium of the Vaginal Cavity – 3:04
9. Psicoiticoproparasitoscopociabscesoinfangiectasiespasmo y hemático – 6:32
10. Satyriasis and Nymphomania (Apocalipsex End) – 3:04

## Formazione
- Insane Cutane and Sensation Genital - voce, basso, chitarra
- Ginecologic Cryptococcidioidomicosis - voce, batteria